# Singalščina
Singalščina (සිංහල [siŋhələ]) je materni jezik največje etnične skupnosti na Šrilanki, to so Singalci. Spada med indoevropske jezike in sicer v indoarijsko vejo indoiranske podskupine. 
Singalščino govori okoli 16 milijonov ljudi, zlasti na Šrilanki, kjer je leta 1958 postala prvi uradni jezik. Pri zapisovanju se uporablja posebna singalska pisava.
Najsorodnejši jezik singalščini je divehi, ki ga govorijo na Maldivih. 

## Zgodovina
Prvi zapisi v singalščini so znani iz 3. in 2. stoletja pr. n. št., najstarejši literarni zapisi pa iz 10. stoletja n. št. 

### Razvoj jezika
Glede na časovni razvoj jezika razdelimo singalščino v 4 stopnje:
- singalski prakrit (do 3. stoletja n. št.)
- protosingalščina (3.-7. stoletja)
- srednjeveška singalščina (7.-12. stoletja)
- sodobna singalščina (od 12. stoletja do danes)

### Podobnosti s sosednjimi jeziki
Geografsko ločijo singalščino od ostalih indoarijskih jezikov v severni in osrednji Indiji dravidski jeziki. Singalščina je od teh sosednjih jezikov, zlasti od tamilščine sprejela ne le številne sposojenke, marveč tudi skladenjske in fonetične značilnosti. Nekatere značilnosti singalščine, ki so posledica vpliva dravidskih jezikov:
- razločevanje med kratkima /e/ in /o/ ter med dolgima /ē/ in /ō/,
- izguba pridiha (aspiracije),
- uporaba glagolnih pridevnikov

### Vpliv evropskih jezikov
Zaradi več kot štiristoletne kolonizacije Šrilanke, je singalščina prevzela tudi številne sposojenke iz angleščine, nizozemščine in portugalščine.